# John Herbert (attore)
John Herbert Buckup (San Paolo, 17 maggio 1929 – San Paolo, 26 gennaio 2011) è stato un attore, regista e produttore cinematografico brasiliano.

## Biografia
Nacque da Hans Buckup, di origine tedesca, e sua moglie Kitty, di origine inglese. Ebbe un fratello, Achim, e una sorella, Ursula. Studiò legge.
Herbert fu artisticamente attivo per più di mezzo secolo, dal 1953 al 2009. Recitò in numerose telenovelas realizzate da Rede Globo fra cui Agua Viva (1980), Piume e paillettes (1981), Gli emigranti (1981), L'amore vero non si compra (1989), Luna piena d'amore (1990), Uga-Uga (2000) e Terra nostra 2 - La speranza (2003), apparendo per l'ultima volta nella serie del 2008 Três Irmãs.
Lavorò anche in film per il grande schermo, come ad esempio Per sempre nel 1991.
Herbert morì per le complicazioni di un enfisema polmonare a San Paolo il 26 gennaio 2011, all'età di 81 anni. Per la sua situazione critica era stato ospedalizzato già il 5 gennaio di quello stesso anno.

## Vita privata
Nel 1955 Herbert prese in moglie l'attrice connazionale Eva Wilma, con la quale ebbe due figli, Vivian, anch'ella regista, e John Jr., musicista; dopo aver divorziato nel 1976, sposò in seconde nozze Claudia Librach, ed ebbe altri due figli, Ricardo e Eduardo.